# Línea 336 (Interurbanos Madrid)
La línea 336 de la red de autobuses interurbanos de Madrid une el área intermodal de Pavones con Morata de Tajuña.

## Características
Esta línea une Madrid con el municipio de Morata de Tajuña. Asimismo sirve a los municipios de Rivas-Vaciamadrid y Arganda del Rey. El recorrido total tiene una duración media de unos 30 minutos. Actúa como un complemento de la línea 337 en las horas más solicitadas. 
Desde el 13 de mayo de 2024, circula todos los días de la semana, salvo en agosto, cuando de lunes a viernes laborables sólo circula hacia Madrid y no a la vuelta. No obstante, los fines de semana mantiene los horarios todo el año. 
En sentido Madrid, pese a que hace todas las paradas desde el Puente de Arganda (exceptuando las dos últimas en Moratalaz), en la práctica si al acercarse a la parada no hay viajeros dispuestos a bajarse, el autobús no recoge viajeros en ninguna de las paradas desde el sitio mencionado, pese a que en ningún momento se especifica que las paradas sean de bajada. De esta manera, los viajeros que quieran subirse en este tramo son derivados a las líneas de Rivas (331, 332, 333, 334 y 341), debido a que estas tienen menor tiempo de viaje y una longitud que no llega a los 25-30 kilómetros. Esto se hace con el fin de mejorar la fluidez de esta línea, así como de las líneas 312, 312A 313, 326, 337, 351, 352 y 353 pues todas las mencionadas tienen una duración en muchas ocasiones superior a la hora y una longitud que por lo general no es menor a 50 kilómetros. Lo cierto es que, por lo general, apenas hay viajeros que se bajen en estas paradas intermedias en horas valle.
Además, en la práctica esta línea omite las paradas en sentido vuelta, circulando por los carriles centrales y sin pasar por la vía de servicio, debido a que la línea 337 hace exactamente el mismo recorrido y tiene mucha mejor frecuencia, estando pensada la línea 336 como una línea exprés.
Está operada por la empresa La Veloz mediante la concesión administrativa VCM-301 - Madrid – Valdelaguna – San Martín de la Vega (Viajeros Comunidad de Madrid) del Consorcio Regional de Transportes de Madrid.

## Horarios

### 1 septiembre - 31 julio
| Lunes a viernes laborables | Lunes a viernes laborables | Sábados laborables, domingos y festivos | Sábados laborables, domingos y festivos |
| Madrid > Morata            | Morata > Madrid            | Madrid > Morata                         | Morata > Madrid                         |
| 06:40                      | 05:30                      | 09:00                                   | 08:00                                   |
| 07:00                      | 05:50                      | 11:00                                   | 10:00                                   |
| 07:15                      | 06:05                      | 13:00                                   | 12:00                                   |
| 07:45                      | 06:45                      | 15:00                                   | 14:00                                   |
| 08:20                      | 07:00                      | 17:00                                   | 16:00                                   |
| 09:10                      | 07:15                      | 19:00                                   | 18:00                                   |
| 14:15                      | 07:30                      | 21:00                                   | 20:00                                   |
| 17:15                      | 08:05                      |                                         |                                         |
| 17:40                      | 08:20                      |                                         |                                         |
| 18:55                      | 08:35                      |                                         |                                         |
| 20:30                      | 09:05                      |                                         |                                         |
| 21:25                      | 09:45                      |                                         |                                         |
|                            | 10:05                      |                                         |                                         |
| 11:05                      |                            |                                         |                                         |
| 14:05                      |                            |                                         |                                         |
| 18:05                      |                            |                                         |                                         |
| 18:30                      |                            |                                         |                                         |
| 19:40                      |                            |                                         |                                         |

### 1 - 31 agosto
| Lunes a viernes laborables | Sábados laborables, domingos y festivos | Sábados laborables, domingos y festivos |
| Morata > Madrid            | Madrid > Morata                         | Morata > Madrid                         |
| 05:30                      | 09:00                                   | 08:00                                   |
| 06:00                      | 11:00                                   | 10:00                                   |
| 06:45                      | 13:00                                   | 12:00                                   |
| 07:15                      | 15:00                                   | 14:00                                   |
| 07:45                      | 17:00                                   | 16:00                                   |
| 08:15                      | 19:00                                   | 18:00                                   |
| 10:15                      | 21:00                                   | 20:00                                   |
| 14:15                      |                                         |                                         |

## Recorrido y paradas
NOTA: Debido a las obras del nuevo intercambiador de Conde de Casal, las paradas sombreadas en naranja sustituyen a aquellas sombreadas en rojo, desde el 17 de febrero de 2025 hasta fin de obras.

### Sentido Morata de Tajuña
La línea comienza en la céntrica Plaza del Conde de Casal y coge la A-3 (Avenida del Mediterráneo), haciendo únicamente cuatro paradas a la altura de los cruces con la Avenida Pablo Neruda, con el Campus Sur de la Universidad Politécnica de Madrid y con el barrio de Santa Eugenia. Continúa directo hasta el desvío de Valdemingómez y hace paradas en el cruce con la Estación de Rivas Vaciamadrid y en el Puente de Arganda. 
En esta última parada se desvía tomando la salida 21 de la autovía y cogiendo la carretera M-832 y posteriormente la M-311, haciendo unas cuantas paradas intermedias, hasta llegar al cruce con la carretera M-302 y bajar hasta alcanzar Morata de Tajuña.
| Código | Parada                                 | Común con                                        | Conexiones con Metro y Cercanías | Municipio         | Zona |
| ------ | -------------------------------------- | ------------------------------------------------ | -------------------------------- | ----------------- | ---- |
| 7433   | Av. Mediterráneo - Conde de Casal      | 331 332 333 334 337 339                          | Conde de Casal                   | Madrid            |      |
| 50062  | Fte. Carrantona - Est. Pavones         |                                                  | Pavones                          | Madrid            |      |
| 3353   | Mediterráneo-Pablo Neruda              | 312 312A 331 332 333 334 337 339 341 63 145 E    |                                  | Madrid            |      |
| 5150   | Mediterráneo-Politécnico               | 312 312A 331 332 333 334 337 339 341 63 145      |                                  | Madrid            |      |
| 2612   | Mediterráneo-Democracia                | 312 312A 331 332 333 334 337 339 341 63 145 E    |                                  | Madrid            |      |
| 07439  | Mediterráneo-Santa Eugenia             | 312 312A 331 332 333 334 337 339 341 351 352 353 | Santa Eugenia                    | Madrid            |      |
| 07442  | Ctra. A3 - Valdemingómez               | 312 312A 313 326 337 339                         |                                  | Madrid            |      |
| 21072  | Ctra. A3 - Est. Rivas Vaciamadrid      | 312 312A 313 326 337 351 352 353                 | Rivas-Vaciamadrid                | Rivas-Vaciamadrid |      |
| 09180  | Ctra. A3 - Puente de Arganda           | 312 312A 313 326 330 337 351 352 353             |                                  | Arganda del Rey   |      |
| 09219  | Ctra. M832 - Emisora                   | 337                                              |                                  | Arganda del Rey   |      |
| 09221  | Ctra. M832 - Avícola del Jarama        | 337                                              |                                  | Arganda del Rey   |      |
| 09225  | Ctra. M311 - El Alto                   | 337                                              |                                  | Morata de Tajuña  |      |
| 09183  | Av. Constitución - Carril              | 337                                              |                                  | Morata de Tajuña  |      |
| 21034  | Carrera de Poniente - Los Rosales      | 337                                              |                                  | Morata de Tajuña  |      |
| 12267  | Domingo Rodelgo - Carrera Mediodía     | 330 337                                          |                                  | Morata de Tajuña  |      |
| 17493  | Real - General Prim                    | 330                                              |                                  | Morata de Tajuña  |      |
| 12269  | Fuente - Ctra. M313                    | 330                                              |                                  | Morata de Tajuña  |      |
| 21203  | Av. Príncipes España - Olivar          | 330                                              |                                  | Morata de Tajuña  |      |
| 21205  | Alcalde J. M.ª de Las Heras - Chinchón | 330                                              |                                  | Morata de Tajuña  |      |

### Sentido Madrid (Conde de Casal)
El recorrido es idéntico al de ida pero en sentido contrario.
| Código | Parada                                 | Común con                                                         | Conexiones con Metro y Cercanías | Municipio         | Zona |
| ------ | -------------------------------------- | ----------------------------------------------------------------- | -------------------------------- | ----------------- | ---- |
| 21205  | Alcalde J. M.ª de Las Heras - Chinchón | 330                                                               |                                  | Morata de Tajuña  |      |
| 21204  | Av. Príncipes España - Nazaret         | 330                                                               |                                  | Morata de Tajuña  |      |
| 21202  | Av. Príncipes España - Calvario        | 330                                                               |                                  | Morata de Tajuña  |      |
| 17494  | Real - General Prim                    | 330                                                               |                                  | Morata de Tajuña  |      |
| 09235  | Av. Constitución - Pza. Cultura        | 337                                                               |                                  | Morata de Tajuña  |      |
| 09184  | Don Juan Carlos I - Carril             | 337                                                               |                                  | Morata de Tajuña  |      |
| 09181  | Ctra. M302 - C.º Valhondo              | 337                                                               |                                  | Morata de Tajuña  |      |
| 09226  | Ctra. M311 - El Alto                   | 337                                                               |                                  | Morata de Tajuña  |      |
| 09222  | Ctra. M832 - Avícola del Jarama        | 337                                                               |                                  | Arganda del Rey   |      |
| 09220  | Ctra. M832 - Emisora                   | 337                                                               |                                  | Arganda del Rey   |      |
| 09224  | Ctra. M832 - Radio Nacional de España  | 337                                                               |                                  | Arganda del Rey   |      |
| 07501  | Ctra. A3 - Puente de Arganda           | 312 312A 313 326 330 337                                          |                                  | Arganda del Rey   |      |
| 21044  | Av. Francia - Est. Rivas Vaciamadrid   | 330 332 337 1                                                     | Rivas-Vaciamadrid                | Rivas-Vaciamadrid |      |
| 07526  | Ctra. A3 - Valdemingómez               | 312 312A 313 326 337 339                                          |                                  | Madrid            |      |
| 07529  | Mediterráneo-Santa Eugenia             | 312 312A 313 326 331 332 333 334 337 339 341 351 352 353          | Santa Eugenia                    | Madrid            |      |
| 2613   | Mediterráneo-Democracia                | 312 312A 313 326 331 332 333 334 337 339 341 351 352 353 63 145 E |                                  | Madrid            |      |
| 4283   | Mediterráneo-Fuente Carrantona         | 312 312A 313 326 331 332 333 334 337 339 341 351 352 353 145 E    |                                  | Madrid            |      |
| 7433   | Av. Mediterráneo - Conde de Casal      | 331 332 333 334 337 339                                           | Conde de Casal                   | Madrid            |      |
| 50065  | Fuente Carrantona - Arroyo Fontarrón   | 312 312A 313 326 337 341                                          |                                  | Madrid            |      |
| 50061  | Fte. Carrantona - Est. Pavones         |                                                                   | Pavones                          | Madrid            |      |